# Bathanthidium
Bathanthidium is een geslacht van vliesvleugelige insecten uit de familie Megachilidae. Het geslacht werd voor het eerst wetenschappelijk beschreven in 1953 door George A. Mavromoustakis .

## Soorten
De volgende soorten zijn bij het geslacht ingedeeld:
- Bathanthidium fengkaiense Niu & Zhu, 2019[2]
- Bathanthidium hainanense Niu, Wu & Zhu, 2012[3]
- Ondergeslacht Bathanthidium Mavromoustakis s. str., 1953[1]
  - Bathanthidium (Bathanthidium) bifoveolatum (Alfken, 1937)[4]
  - Bathanthidium (Bathanthidium) emeiense Wu, 2004[5]
  - Bathanthidium (Bathanthidium) atriceps (Morawitz, 1890)[6]
- Ondergeslacht Manthidium Pasteels, 1969[7]
  - Bathanthidium (Manthidium) binghami (Friese, 1901)[8]
    - =[2] Trachusa (Paraanthidium) concavum (Wu, 1962)
    - =[2] Stelis siamensis Friese, 1925

  - Bathanthidium (Manthidium) bicolor (Wu, 2004)
    - =[2] Anthidium bicolor Wu, 2004[5]

  - Bathanthidium (Manthidium) monganshanense (Wu, 2004)
    - =[2] Anthidium monganshanensis Wu, 2004[5]
- Ondergeslacht Stenanthidiellum Pasteels, 1968[9]
  - Bathanthidium (Stenanthidiellum) sibiricum (Eversmann, 1852)[10]
  - Bathanthidium (Stenanthidiellum) malaisei (Popov, 1941)[11]

### Synoniemen
- Bathanthidium (Stenanthidiellum) circinatum Wu, 2004 =>[2] Pseudoanthidium circinatum (Wu, 2004)